# Paremeopedus wakensis
Paremeopedus wakensis là một loài bọ cánh cứng trong họ Cerambycidae.